# 普羅托波皮夫卡 (揚皮爾區)
普羅托波皮夫卡（烏克蘭語：Протопопівка）曾是烏克蘭東北部蘇梅州揚皮爾區的村庄，隶属于米基蒂夫卡村拉达。處於斯維薩河左岸，毗鄰希里內，距離米基蒂夫卡1.5公里。